# جزيرة ريندينغ
جزيرة ريندينغ وهي جزيرة من جزر إندونيسيا، وتقع في إقليم كالمنتان الشرقية.